# Koo Koo la Mujer Ave
Minnie Woolsey (Condado de Rabun, Georgia; 6 de agosto de 1880 - 17 de octubre de 1964) fue una artista de circo estadounidense conocida como Koo Koo la mujer ave. También fue famosa por su aparición en la película Freaks (1932), de Tod Browning.

## Biografía
Padecía una rara enfermedad de los huesos llamada Síndrome de Seckel, por lo que mostraba una corta estatura, cabeza pequeña, cara y nariz estrechas, ojos grandes con inclinación antimongoloide, quijada retraída, y un ligero retraso mental. Además era calva, desdentada y prácticamente ciega (o al menos, muy miope).
Fue recogida de un asilo mental por su primer promotor, dispuesto a sacar partido de su aspecto. Una de las primeras actuaciones de Woolsey se llamó "Minnie Ha Ha", un juego de palabras entre su nombre y el de las cataratas Minnehaha Falls, en su localidad nativa, el Condado de Rabun, en Georgia. En estas primeras actuaciones, Woolsey bailaba ataviada con trajes amerindios de los pieles rojas. Al principio tímida y renuente, pronto apreció ser el centro de atención y además de bailar y sacudirse, balbuceaba en un dialecto incomprensible. Más adelante, a medida que se hacía mayor, se volvió más pasiva, actuando en sus últimos tiempos como "La mujer ciega de Marte". 
Woolsey no solía reaccionar ante los estímulos que la rodeaban, y podía sentarse inmóvil en una silla durante horas. No obstante, en la película Freaks se la ve bailando con un traje de plumas durante la escena del banquete de bodas. Aunque su papel no tenía texto, causó una gran impresión al público, por lo que hoy día, es a ella a quien se recuerda como Koo Koo, en lugar de a Elizabeth Green, la Mujer Cigüeña, otra artista circense que interpretaba el mismo papel de mujer pájaro.
Se sabe que aún vivía en el año 1960, al cumplir 80 años, donde llevaba años exhibiéndose en Coney Island. Hay informes que aseguran que murió en 1964 atropellada por un automóvil.